# Estatorreator
O estatorreator é um motor de combustão interna que funciona baseado no efeito termoquímico decorrente de o ar de impacto entrar pela admissão do motor, comprimir o ar que já se encontra na câmara de combustão e, ao receber injeção de combustível, formar uma mistura ar-combustível que, após entrar em contato com uma fonte de calor, é queimada e com isto produz gases que promovem a propulsão do motor, além de reiniciarem o processo de admissão, combustão e escapamento.
O uso da partição radical estat- no nome do estatorreator deve-se ao fato de o estatorreator ser "estático", no sentido de não possuir partes móveis. Os principais exemplos de estatorreatores são o Ramjet e o Scramjet.

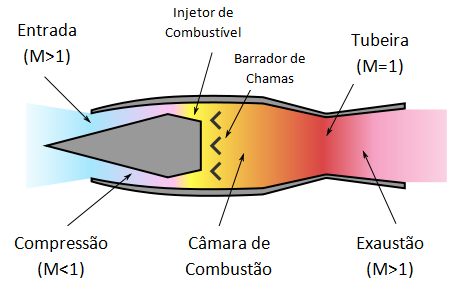
Como funciona um estatorreator.